# Криволинейная система координат
Криволине́йная систе́ма координа́т, или криволине́йные координа́ты, — система координат в евклидовом (аффинном) пространстве, или в области, содержащейся в нём. Криволинейные координаты не противопоставляются прямолинейным, последние являются частным случаем первых. Применяются обычно на плоскости (n=2) и в пространстве (n=3); число координат равно размерности пространства n.
Наиболее известным примером криволинейной системы координат являются полярные координаты на плоскости.

## Локальные свойства криволинейных координат
При рассмотрении криволинейных координат в данном разделе мы будем полагать, что рассматриваем трёхмерное пространство (n=3), снабжённое декартовыми координатами x, y, z. Случай других размерностей отличается лишь количеством координат.
В случае евклидова пространства метрический тензор, именуемый также квадратом дифференциала дуги, будет в этих координатах иметь вид, соответствующий единичной матрице:
{\displaystyle dS^{2}=\mathbf {dx} ^{2}+\mathbf {dy} ^{2}+\mathbf {dz} ^{2}.}

### Общий случай

Криволинейные координаты в трёхмерном аффинном пространстве

Пусть {\displaystyle q_{1}}, {\displaystyle q_{2}}, {\displaystyle q_{3}} — некие криволинейные координаты, которые мы будем считать заданными гладкими функциями от x, y, z.
Для того, чтобы три функции {\displaystyle q_{1}}, {\displaystyle q_{2}}, {\displaystyle q_{3}} служили координатами в некоторой области пространства, необходимо существование обратного отображения:
{\displaystyle \left\{{\begin{matrix}x=\varphi _{1}\left(q_{1},\;q_{2},\;q_{3}\right);\\y=\varphi _{2}\left(q_{1},\;q_{2},\;q_{3}\right);\\z=\varphi _{3}\left(q_{1},\;q_{2},\;q_{3}\right),\end{matrix}}\right.}
где {\displaystyle \varphi _{1},\;\varphi _{2},\;\varphi _{3}} — функции, определённые в некоторой области наборов {\displaystyle \left(q_{1},\;q_{2},\;q_{3}\right)} координат.

#### Локальный базис и тензорный анализ
В тензорном исчислении можно ввести векторы локального базиса: {\displaystyle \mathbf {R_{j}} ={\frac {d\mathbf {r} }{dy^{j}}}={\frac {dx^{i}}{dy^{j}}}\mathbf {e} _{i}=Q_{j}^{i}\mathbf {e} _{i}} , где {\displaystyle \mathbf {e} _{i}} — орты декартовой системы координат, {\displaystyle Q_{j}^{i}} — матрица Якоби, {\displaystyle x^{i}} координаты в декартовой системе, {\displaystyle y^{i}} — вводимые криволинейные координаты.

Нетрудно видеть, что криволинейные координаты, вообще говоря, меняются от точки к точке.

Укажем формулы для связи криволинейных и декартовых координат:

{\displaystyle \mathbf {R} _{i}=Q_{i}^{j}\mathbf {e} _{j}} 

{\displaystyle \mathbf {e} _{i}=P_{i}^{j}\mathbf {R} _{j}} где {\displaystyle P_{i}^{j}Q_{j}^{i}=E}, где Е — единичная матрица. 

Произведение двух векторов локального базиса образует метрическую матрицу: 

{\displaystyle \mathbf {R} _{i}\mathbf {R} _{j}=Q_{i}^{n}Q_{j}^{m}d_{nm}=g_{ij}} 

{\displaystyle \mathbf {R} ^{i}\mathbf {R} ^{j}=P_{n}^{i}P_{m}^{j}d^{nm}=g^{ij}} 

{\displaystyle g_{ij}g^{jk}=g^{jk}g_{ij}=d_{i}^{k}}, где {\displaystyle d_{ij},d^{ij},d_{j}^{i}} контравариантный, ковариантный и смешанный символ Кронекера

Таким образом любое поле тензора {\displaystyle \mathbf {T} } ранга n можно разложить по локальному полиадному базису:

{\displaystyle \mathbf {T} =T^{i_{1}...i_{n}}\mathbf {e} _{i}\otimes ...\otimes \mathbf {e} _{n}=T^{i_{1}...i_{n}}P_{i_{1}}^{j_{1}}...P_{i_{n}}^{j_{n}}\mathbf {R} _{j_{1}}\otimes ...\otimes \mathbf {R} _{j_{n}}} 

Например, в случае поле тензора первого ранга (вектора) :

{\displaystyle \mathbf {v} =v^{i}\mathbf {e} _{i}=v^{i}P_{i}^{j}\mathbf {R} _{j}}

### Ортогональные криволинейные координаты
В евклидовом пространстве особое значение имеет использование ортогональных криволинейных координат, поскольку формулы, имеющие отношение к длине и углам, выглядят в ортогональных координатах проще, нежели в общем случае. Что связано с тем, что метрическая матрица в системах с ортонормированным базисом будет диагональной, что существенно упростит расчёты.

В качестве примера таких систем можно привести сферическую систему в {\displaystyle \mathbb {R} ^{3}}

#### Коэффициенты Ламе
Выпишем дифференциал дуги в криволинейных координатах в виде (используется правило суммирования Эйнштейна):
{\displaystyle dS^{2}=\left({\frac {\partial \varphi _{1}}{\partial q_{i}}}\mathbf {dq} _{i}\right)^{2}+\left({\frac {\partial \varphi _{2}}{\partial q_{i}}}\mathbf {dq} _{i}\right)^{2}+\left({\frac {\partial \varphi _{3}}{\partial q_{i}}}\mathbf {dq} _{i}\right)^{2},~i=1,2,3}
Принимая во внимание ортогональность систем координат ({\displaystyle \mathbf {dq} _{i}\cdot \mathbf {dq} _{j}=0} при {\displaystyle i\neq j}) это выражение можно переписать в виде
{\displaystyle dS^{2}=H_{1}^{2}dq_{1}^{2}+H_{2}^{2}dq_{2}^{2}+H_{3}^{2}dq_{3}^{2},}
где
{\displaystyle H_{i}={\sqrt {\left({\frac {\partial \varphi _{1}}{\partial q_{i}}}\right)^{2}+\left({\frac {\partial \varphi _{2}}{\partial q_{i}}}\right)^{2}+\left({\frac {\partial \varphi _{3}}{\partial q_{i}}}\right)^{2}}};\ i=1,\;2,\;3}
Положительные величины {\displaystyle H_{i}\ }, зависящие от точки пространства, именуются коэффициентами Ламе или масштабными коэффициентами. Коэффициенты Ламе показывают, сколько единиц длины содержится в единице координат данной точки и используются для преобразования векторов при переходе от одной системы координат к другой.
Тензор римановой метрики, записанный в координатах {\displaystyle {q_{i}}}, представляет собой диагональную матрицу, на диагонали которой стоя́т квадраты коэффициентов Ламе:
| {\displaystyle g_{ii}={H_{i}}^{2}} {\displaystyle g_{ij}=0} для i≠j | , то есть | {\displaystyle g_{ij}={\begin{pmatrix}{H_{1}}^{2}&0&0\\0&{H_{2}}^{2}&0\\0&0&{H_{3}}^{2}\end{pmatrix}}} |

## Примеры

### Полярные координаты (n=2)
Полярные координаты на плоскости включают расстояние r до полюса (начала координат) и направление (угол) φ.
Связь полярных координат с декартовыми:
{\displaystyle \left\{{\begin{matrix}x=r\cos {\varphi };\\y=r\sin {\varphi }.\end{matrix}}\right.}
Коэффициенты Ламе:
{\displaystyle {\begin{matrix}H_{r}=1;\\H_{\varphi }=r.\end{matrix}}}
Дифференциал дуги:
{\displaystyle dS^{2}\ =\ dr^{2}\ +\ r^{2}d\varphi ^{2}.}
В начале координат функция φ не определена.
Если координату φ считать не числом, а углом (точкой на единичной окружности), то полярные координаты образуют систему координат в области, полученной изо всей плоскости изъятием точки начала координат. Если всё-таки считать φ числом, то в обозначенной области оно будет многозначно, и построение строго в математическом смысле системы координат возможно лишь в односвязной области, не включающей начало координат, например, на плоскости без луча.

### Цилиндрические координаты (n=3)

Цилиндрические координаты являются тривиальным обобщением полярных на случай трёхмерного пространства путём добавления третьей координаты z.
Связь цилиндрических координат с декартовыми:
{\displaystyle {\begin{cases}&x=r\cos {\varphi };\\&y=r\sin {\varphi };\\&z=z.\end{cases}}}
Коэффициенты Ламе:
{\displaystyle {\begin{matrix}H_{r}=1;\\H_{\varphi }=r;\\H_{z}=1.\end{matrix}}}
Дифференциал дуги:
{\displaystyle dS^{2}\ =\ dr^{2}\ +\ r^{2}d\varphi ^{2}+dz^{2}.}

### Сферические координаты (n=3)

Сферические координаты связаны с координатами широты и долготы на единичной сфере.
Связь сферических координат с декартовыми:
{\displaystyle \left\{{\begin{matrix}x=r\sin {\theta }\cos {\varphi };\\y=r\sin {\theta }\sin {\varphi };\\z=r\cos {\theta }.\end{matrix}}\right.}
Коэффициенты Ламе:
{\displaystyle {\begin{matrix}H_{r}=1;\\H_{\theta }=r;\\H_{\varphi }=r\sin {\theta }.\end{matrix}}}
Дифференциал дуги:
{\displaystyle dS^{2}\ =\ dr^{2}\ +\ r^{2}d\theta ^{2}+r^{2}\sin ^{2}{\theta }d\varphi ^{2}.}
Сферические координаты, как и цилиндрические, не работают на оси z {x=0, y=0}, поскольку координата φ там не определена.

### Различные экзотические координаты на плоскости (n=2) и их обобщения
Ортогональные:
- Эллиптические координаты — расширяются до 3 измерений
- Параболические координаты — расширяются до 3 измерений
- Биполярные координаты — расширяются до 3 измерений

Прочие:
- Бицентрические координаты
- Биангулярные координаты
- Координаты Риндлера

…

## Криволинейные координаты с точки зрения дифференциальной геометрии
Криволинейные координаты, определённые в различных областях евклидова (аффинного) пространства, можно рассматривать как применение к пространству понятия гладкого многообразия. А именно, как построение атласа карт.